# 有村こはる
有村 こはる（ありむら こはる、1990年12月6日-）は日本のタレント、モデル、グラビアアイドルである。元所属事務所はJMO。

## 来歴
新潟県出身。2011年デビュー。

## 人物
- 家族は両親と姉、弟。本人はすごいシスターコンプレックスだと思っている[3]。
- 運動神経がいいと思われているがあまり良くはなく、運動するのが好きなだけ[4]。
- 特技はバレーボール、体操、パーカッション、走り高跳び、卓球。硬筆検定2級を所持[5]。
- 趣味はシュノーケリング、映画鑑賞、音楽鑑賞、散歩[5]。

### DVD
- あなたが好き～桃恋～（2011年10月21日、竹書房）
- ねぇ…（2012年1月27日、M.B.D.メディアブランド）
- Come On!（2013年1月25日、M.B.D.メディアブランド）
- こはるびより（2013年4月24日、イーネット・フロンティア）
- コスプレイ（2013年9月6日、キングダム）
- シャトーブリアン（2013年11月1日、キングダム）
- ボディ*ファンタジー（2014年3月27日、マックス）
- こはる、ありのままに…（2014年9月26日、KUDETA）
- 蜜月（2015年6月19日、グラビジョン）
- 渋谷区立原宿ファッション女学院 番外編 ソロイメージ（2015年12月16日、オルスタックソフト販売）
- 爆乳LOVE（2016年11月25日、REAL）
- 限界（2017年2月10日、IMPACT）※BD版も併売
- 若妻不倫旅行～温泉と巨乳と、時々、ニット～（2017年5月25日、QH映像）
- Esperanza（2017年7月28日、ECショップ 男気屋）※BD版も併売